# Soaren

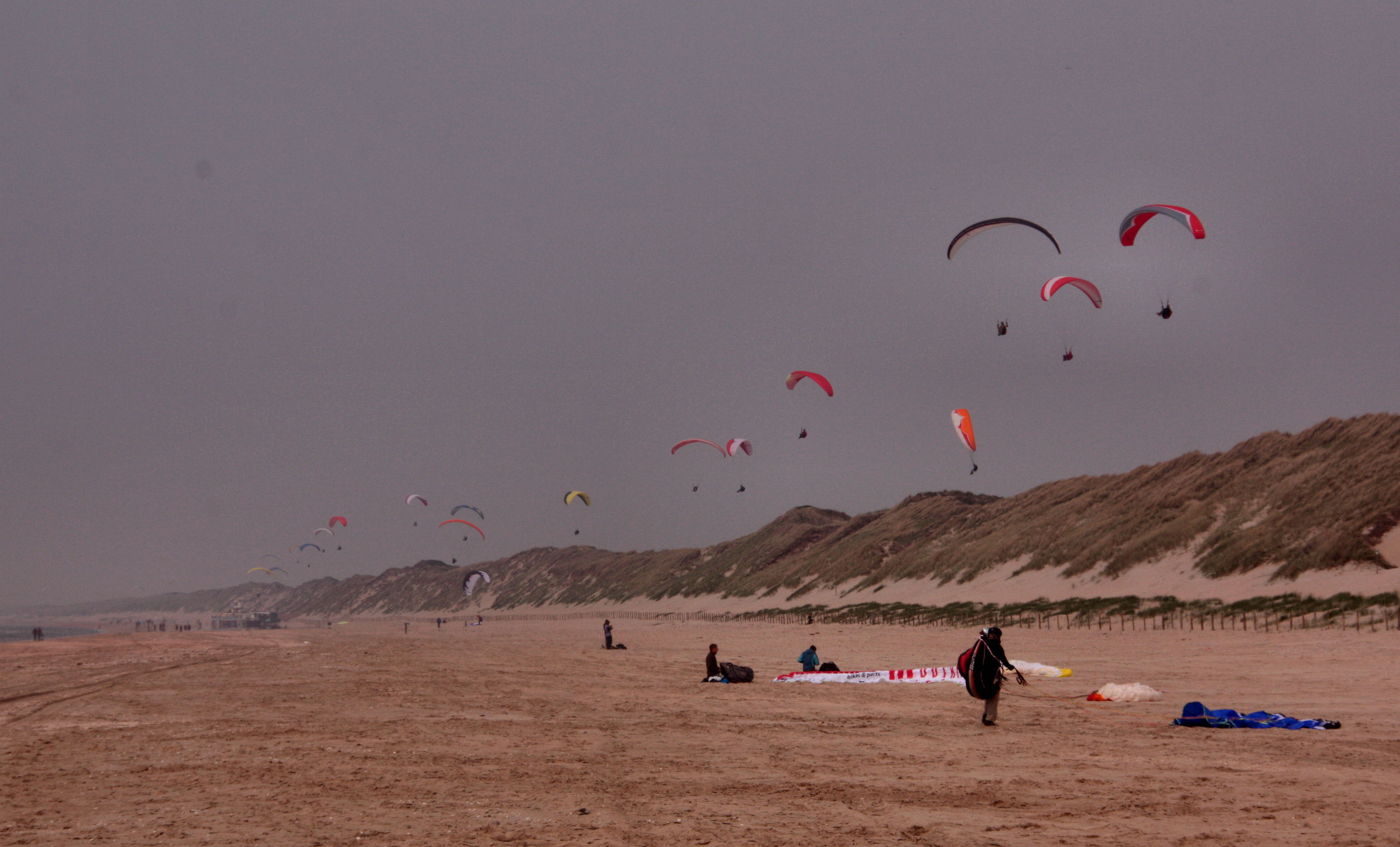
Soarende paragliders aan het strand bij Wijk aan Zee

Soaren (ook wel hellingvliegen) is een vorm van parapente waarbij gebruik wordt gemaakt van hellingstijgwind, de opwaartse wind die ontstaat als de wind tegen bepaalde obstakels aan waait.

## Techniek
De term is afgeleid van het Engelse woord soaring, het stilhangen van meeuwen en andere vogels in de opwaartse wind. De term wordt ook bij het zweefvliegen en hang gliding gebruikt. De obstakels kunnen onder andere heuvels, duinen, dijken of gebouwen zijn. Daarbij is een lier of een start op hoogte niet noodzakelijk. Soaren kan uitsluitend op de wind alleen, maar als de omstandigheden het toelaten dan kunnen de vliegers op thermiekvlucht overgaan. Windkracht, hoogte en vorm van het obstakel, de glijhoek en snelheid van het glijscherm zijn allemaal bepalende factoren of er wel of niet gesoard kan worden en de hoogte die daarbij behaald kan worden. De richting en de sterkte van de wind zijn cruciaal. Bij te veel wind loopt de vlieger risico om over het obstakel heen te worden geblazen. Dat kan gevaarlijk zijn, want als de wind over een bepaald obstakel heen is gepasseerd veroorzaakt dat zogenoemde rotors. Op de top is de wind het krachtigst. De vlieger dient dan ook te weten hoe te handelen mocht hij of zij toch in zo'n situatie terechtkomen. Bij te weinig wind heeft de vlieger niet genoeg opwaartse kracht om in de lucht te blijven. Ook de hoek tussen het obstakel en de windrichting mag een bepaalde hoek niet overschrijden. De ideale hoek is 90°. 
Wanneer de wind te krachtig is voor conventionele schermen kan er met speedgliders (parapenteschermen met oppervlakte van 7m2 - 15m2) alsnog gesoard worden. Deze schermen zijn sneller en hebben felle en scherpe vliegeigenschappen. Ze eisen daarom veel meer kunde en ervaring van de vlieger.

## Soaren in Nederland
In Nederland wordt voornamelijk gesoard aan de kust, waarbij de zeewind gebruikt wordt die tegen de duinen waait. Soaren wordt op bepaalde plekken gedoogd, maar heeft geen aparte status. Volgens de wet is een parapente of een paraglider een schermvliegtuig of een schermzweeftoestel en dus een luchtvaartuig. Er is geen brevet nodig om te soaren. Door de KNVvL wordt brevet II of III als voldoende beschouwd, hoewel de inhoud van de stof en handelingen die nodig zijn om te behalen van deze brevetten meer gericht zijn op vliegen op grotere hoogten. Tijdens deze opleidingen wordt slechts beperkte aandacht besteed aan groundhandling, het op de grond besturen van een scherm als er veel wind staat. De beheersing van de paraglider is een essentieel onderdeel van het soaren. Voor soaren wordt nagenoeg dezelfde uitrusting gebruikt als voor paragliden. Het reservescherm waar veel paragliding harnassen mee zijn uitgerust, is vanwege de relatief geringe hoogte waar wordt gevlogen zinloos.  Het wordt door sommigen, door de harde wind waarin soms gevlogen wordt als een potentieel gevaar gezien, en daarom verwijderd. Lichte harnassen waarbij groundhandling vergemakkelijkt wordt hebben veelal de voorkeur. Er zijn discussies over de mate van de rug- en heupbescherming die deze lichtgewicht harnassen bieden bij een val. Een hoogtemeter is overbodig omdat de hoogte op het oog ingeschat kan worden.

## Speciale paragliders voor soaren; parakites
Sinds 2021 is er een nieuwe ontwikkeling gaande binnen het soaren. De parakite deed toen zijn intrede. Een parakite is een paraglider met een ander type besturing dan de gangbare paragliders. De stuurlussen bedienen bij parakites ook gelijktijdig de invalshoek van de vleugel boven de piloot. De invalshoek bepaald de vliegsnelheid. Met een parakite kan er actiever en dynamischer gesoard worden.
Deze ontwikkeling is in gang gezet door het merk FLARE, een dochtermerk van het bekende Duitse paraglidemerk Skywalk, tevens eigenaar van Flysurfer kitesurf (foil)kites . Mede dankzij hun ervaring in beide discplines (paragliden en kitesurfen) kwamen zij als pionier op de markt met de Moustache. 
Flow volgde samen met enkele andere merken uit de markt. Omdat de combinatie van sturen en invalshoek verandering veel voordelen heeft is er na 2021 een gestage opkomst van meerdere merken die de markt betreden. 
ondertussen zijn er parakites van Little Cloud, Dudek, U-turn, Dunerider en Level.